# IC 2990
IC 2990 је спирална галаксија у сазвјежђу Дјевица која се налази на листи објеката дубоког неба у Индекс каталогу.
Деклинација објекта је + 11° 3' 0" а ректасцензија 12h 4m 38,5s. Привидна величина (магнитуда) објекта IC 2990 износи 15,1 а фотографска магнитуда 15,9. IC 2990 је још познат и под ознакама MCG 2-31-22, CGCG 69-42, PGC 38219.